# Мелно (Грудзёндзский повет)

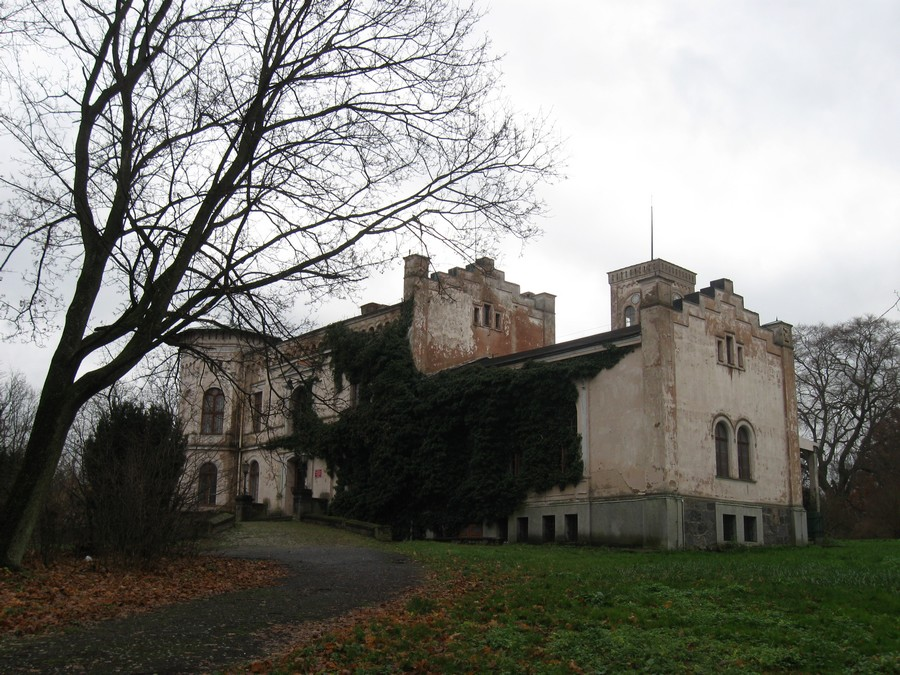
Дворец в Мелно

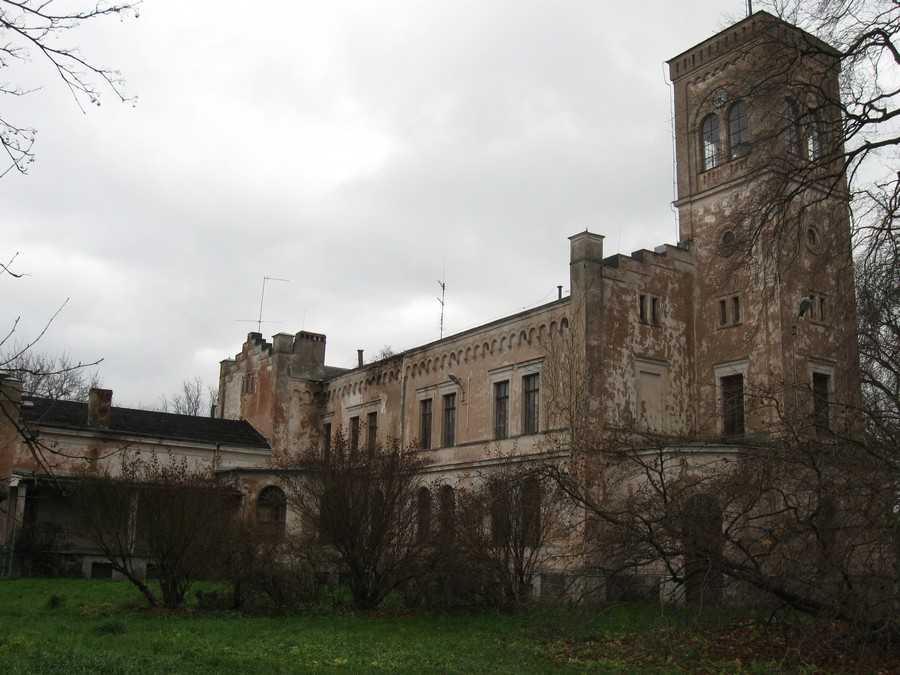
Дворец в Мелно

Мелно (пол. Mełno) — село в Польше в гмине Грута Грудзёндзского повета Куявско-Поморского воеводства. Через деревню проходит воеводская дорога № 538.

## История
В этой местности был заключён Мельнский мир.
В 1975—1998 годах село входило в Торуньское воеводство.